# Гетсимански врт
Гетсимански врт (лат. Hortvs Gethsemani) је врт на обронцима Маслинове горе до зидина старог Јерусалима. Најпознатији је по томе што се према јеванђељима по Матеју, Марку и Луки ту молио Исус. Гетсимански врт је према Новом завету био место Исусових молитви и тајног дружења са својим следбеницима (апостолима). То је и место где је Јуда Искариотски дошао са војницима и за мито, које му је дао Кајафа, са пољупцем на леву страну, издао Исуса Христа. 
Исус је већ унапред знао, да ће бити издан и молио се Богу да га, ако је могуће, поштеди.
И отишавши мало паде на лице своје молећи се и говорећи:
Оче мој! Ако је могуће да ме мимоиђе чаша ова; али опет
не како ја хоћу него како Ти. (Мт 26:39)
Аретацији је следило нагло суђење и Исусов Пут суза, где је био на крају разапет на брду званом Калварија (Голгота). 
И данас у Гетсиманском врту расту маслине (Гетсимане означава маслиново уље). Неке од њих према резултатима добијеним угљениковим датовањем потичу из 1. века. 